# Surtur (satelit)
Surtur /'sur.tur/ sau Saturn XLVIII (denumire provizorie S/2006 S 7) este un satelit natural al lui Saturn. Descoperirea sa a fost anunțată de Scott S. Sheppard⁠(d), David C. Jewitt⁠(d), Jan Kleyna⁠(d) și Brian G. Marsden pe 26 iunie 2006 din observațiile efectuate între ianuarie și aprilie 2006. A fost numit după Surt, un lider al giganților de foc din mitologia nordică.
Surtur are aproximativ 6 kilometri în diametru și orbitează în jurul lui Saturn la o distanță medie de 22,707 Mm în 1297,7 zile. Orbita surtiană este retrogradă, la o înclinație de 177.5° față de ecliptică (148,9° față de ecuatorul lui Saturn) și cu o excentricitate de 0,451.